# Ashland, Ohio
Ashland är en stad "city" i den amerikanska delstaten Ohio med en yta av 26,9 km² och en folkmängd, som uppgår till 21 249 invånare. Ashland är administrativ huvudort i Ashland County, Ohio. Orten fick stadsrättigheter år 1916.

## Kända personer från Ashland
- Tim Richmond, racerförare
- Edmund G. Ross, politiker och publicist